# Giovanni Vacca
Giovanni Vacca   (Gènova, 18 de novembre de 1872 - Roma, 6 de gener de 1953) va ser un matemàtic, historiador de la ciència i sinòleg italià.

## Vida i obra
Es va graduar en matemàtiques a la universitat de Gènova el 1897, i des d'aquest any fins al 1905 va ser, amb algunes interrupcions, assistent de Peano a la universitat de Torí.
A partir de 1898 es va començar a interessar per la llengua i la cultura xineses i, el 1905, va anar a la universitat de Florència per estudiar-les. Els anys 1907 i 1908 va fer un llarg viatge a la Xina, a on no va estar solament a la costa sinó que es va endinsar a les ciutats interiors de la Xina, establint relacions amb molts científics i intel·lectuals xinesos, com per exemple amb el geòleg Ding Wenjiang.
El 1910 va ser nomenat professor de llengua i literatura de l'Extrem Orient a la universitat de Roma càrrec que va mantenir fins al 1921 en que fou transferit a la universitat de Florència. A partir de 1923 i fins a la seva jubilació el 1947, va ser professor de geografia i història de l'Orient Llunyà a la universitat de Roma.
La seva obra es reparteix a parts més o menys iguals entre les matemàtiques, la història de la ciència i la cultura xinesa. Va escriure una quarantena d'articles de cadascuna d'aquestes especialitats.